# Nicholas Marr
Nicholas Marr (rus. Никола́й Я́ковлевич Марр, Nikolaj Jakovlević Marr; gruz. ნიკოლოზ იაკობის ძე მარი, Nikoloz Iak'obis dze Mari; Kutaisi, 6. siječnja 1985. – 20. prosinca 1934.), gruzijski povjesničar, orijentolog, arheolog i jezikoslovac, tvorac Japetićeve teorije o podrijetlu kavkaskih, semitsko-hamitskih i baskijskog jezika.
Njegove pretpostavke danas se smatraju znanstveno neutemeljenima.

## Životopis
Rođen je na Bogojavljanje 1865. godine u gruzijskom gradu Kutaisiju, u obitelji Škota Jamesa Marra, osnivača gradskog botaničkog vrta, i Gruzijke Agrafine Magularie. Roditelji su mu pričali različite jezike i nisu razumjeli ruski , unatoč činjenici da je Gruzija tada bila u sastavu Ruskog Carstva.
Diplomirao je jezikoslovlje na Državnom sveučilištu u Sankt Peterburgu, gdje je 1911. upisao studij orijentologije. Sljedeće godine primljen je u Rusku akademiju znanosti. Između 1904. i 1917. bavio se arheološkim radom istraživanjem iskopina drevnog armenskog grada Anija, o čemu je napisao i knjigu.
U slobodno vrijeme bavio se i proučavanjem povijesti književnosti, napisavši jezikoslovnu raspravu o Tristanu i Izoldi.